# Episodi di Mia and Me (prima stagione)
La prima stagione di Mia and Me è andata in onda in Francia in prima visione mondiale dal 19 dicembre 2011 al 13 gennaio 2012 su Boing.
In Italia è andata in onda su Rai 2 dal 10 settembre al 15 ottobre 2012.
| nº | Titolo italiano           | Prima TV Mondiale | Prima TV Italia   |
| -- | ------------------------- | ----------------- | ----------------- |
| 1  | Parlando agli unicorni    | 19 dicembre 2011  | 10 settembre 2012 |
| 2  | La speranza di Centopia   | 20 dicembre 2011  | 11 settembre 2012 |
| 3  | Ricostruzione             | 21 dicembre 2011  | 12 settembre 2012 |
| 4  | Il Trumptus perduto       | 22 dicembre 2011  | 13 settembre 2012 |
| 5  | Il figlio dorato          | 23 dicembre 2011  | 14 settembre 2012 |
| 6  | L'oasi di Onchao          | 24 dicembre 2011  | 17 settembre 2012 |
| 7  | Speranza in frantumi      | 25 dicembre 2011  | 18 settembre 2012 |
| 8  | La vacanza di Ziggo       | 26 dicembre 2011  | 19 settembre 2012 |
| 9  | Gli elfi e il drago       | 27 dicembre 2011  | 20 settembre 2012 |
| 10 | L'albero in fiore         | 28 dicembre 2011  | 23 settembre 2012 |
| 11 | Tutto ciò che luccica     | 29 dicembre 2011  | 24 settembre 2012 |
| 12 | Le manie di Phuddle       | 30 dicembre 2011  | 25 settembre 2012 |
| 13 | L'Unicorno del Fuoco      | 31 dicembre 2011  | 26 settembre 2012 |
| 14 | Il Bosco Avvizzito        | 1º gennaio 2012   | 27 settembre 2012 |
| 15 | Signorina so tutto io     | 2 gennaio 2012    | 28 settembre 2012 |
| 16 | La trappola dell'unicorno | 3 gennaio 2012    | 1º ottobre 2012   |
| 17 | Tutti in ghingheri        | 4 gennaio 2012    | 2 ottobre 2012    |
| 18 | Re per un giorno          | 5 gennaio 2012    | 3 ottobre 2012    |
| 19 | Il Pan pifferaio          | 6 gennaio 2012    | 4 ottobre 2012    |
| 20 | La Caverna della Verità   | 7 gennaio 2012    | 5 ottobre 2012    |
| 21 | Controvento               | 8 gennaio 2012    | 8 ottobre 2012    |
| 22 | Al chiaro di Luna         | 9 gennaio 2012    | 9 ottobre 2012    |
| 23 | Scelta di campo           | 10 gennaio 2012   | 10 ottobre 2012   |
| 24 | Lacrime di gioia          | 11 gennaio 2012   | 11 ottobre 2012   |
| 25 | La proposta di Panthea    | 12 gennaio 2012   | 12 ottobre 2012   |
| 26 | La fine di un'era         | 13 gennaio 2012   | 15 ottobre 2012   |

## Oracoli
N/D) Io sono Mia
1) Sebbene le orecchie faccia ronzare, la sua terribile musica speranza può dare
2) Molti dove un tempo ce n'era uno, persisti di successo non ne avrai nessuno
3) Una che si acciglia senza faccia, disperde speranza senza traccia
4) Vento e Acqua, Corno d'Oro, grazie a Onchao nuova speranza in loro
5) Sacrificio
6) Saggia e cauta avanzi lesta, occhio alle spalle ma punta la testa
7) Guarda a terra e in cielo mai, se così fai lo troverai
8) Nero come pece non si vede la fine, un amico trova, la luce scova
9) Unicorni vengono e unicorni vanno, nella luce di un unicorno il premio troveranno
10) In una tomba nella foresta un tesoro è celato, dove nemici cospirano per segnalare il tuo fato
11) Tra caverne e liane giace il tesoro, avrà il premio il più piccolo di loro
12) Non solo ciò che cerchi è fondamentale, devi andare dove sei più essenziale
13) Se degli irti alberi lamenti vuoi sentire, il sentiero dove piangono devi seguire
14) Un tesoro cela un meschino affare, cerca tra le felci dove il piccolo ama giocare
15) Vicino all'acqua ciò che hai perso troverai, se ad ogni costo Onchao proteggerai
16) Per conoscere il sentiero da seguire, trova una pianta a cui piace inghiottire
17) Molto vicino il ponte attraversa, non per tristezza una lacrima versa
18) Lungo la strada non si riesce a vedere, giù nel burrone tu dovrai cadere
19) Per trovare ciò che al sicuro vuoi tenere, l'oscurità della grotta non devi temere
20) Per scoprire perché gli elfi imparano a volare, dove la terra tocca il cielo devi andare
21) Sotto la maschera al chiaro di luna, se li cercherai avrai fortuna
22) Acqua, acqua e acqua ancora, cerca bene chi sull'isola dimora
23) Dove felici gli elfi nuotano qua e là, finché non si aprono li rimarrà
24) Nord e sud, occidente oriente, ma l'ultimo pezzo non ha viaggiato per niente
25) Mai la tua presenza fu più necessaria